# Teodoro II de Constantinopla

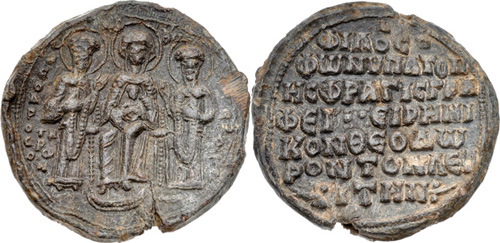
Sello de Teodoro II de Constantinopla

Teodoro II de Constantinopla, llamado Irénico (en griego: Θεόδωρος Β' Εἰρηνικός; latín: Eirenicus), también conocido como Teodoro Kopas (en griego: Κωπάς), fue el patriarca griego ortodoxo de Constantinopla (en el exilio) entre 1214 y 1216. Teodoro fue un funcionario de alto rango en el Imperio bizantino y el principal ministro durante la mayor parte del reinado de Alejo III Ángelo. Después de la conquista de Constantinopla por la Cuarta Cruzada, huyó hacia el Imperio de Nicea y se convirtió en monje antes de ser ascendió al patriarcado.